# СРД Котва (Добрич)
|  | 1922 – 1928 | → |

Спортно работническо дружество „Котва“, известно и като „Синдиката“, е български синдикален футболен клуб, създаден през 1922 г. като част от едноименното културно-просветно дружество в гр. Добрич по време на румънската окупация на града. След различни преобразувания и сливания с други отбори се реформира в днешния ПФК Добруджа.

## История на дружеството
След генерална стачка на профсъюзните дружества на обущарите, дърводелците и търговските служители през октомври 1920 г. румънските власти закриват синдикалните организации в Добрич. След известни законодателни промени те постепенно започват да се възстановяват след двугодишно отсъствие. Първи през август 1922 г. възстановяват дейността си организациите на обущарите и дърводелците. В края на годината по директива на българския клон на Румънската кумистическа партия (РКП) в Добрич е създаден Общ синдикален съвет. Новата организация бързо навлиза в обществения живот и участва в различни културни прояви като създава свой работнически хор и футболен отбор в рамките на едноименното синдикално българско културно-просветно дружество „Котва“. Основна роля в спортното дружество на синдикатите играят обущарите, каквито са и повечето му футболисти. По това време техният синдикат има най-много членове.
Първата топка на дружеството е изработена от обущаря Георги Табаков, материалите за които били закупени със средсва на членовете на отбора. С общи спестявания са купени и първите екипи на футболистите. Те включват червени фланелки с черни ревери и ръкави, бели шорти и червени чорапи и обувки.
От начало СРД „Котва“ играе само в неофициални срещи. През май 1924 г. тимът играе своя първи официален мач срещу втория отбор на СД „Стрела“ (Добрич). Въпреки това повече мачове на „Котва“ остават неофициални срещу различни аматьорски отбори от града. През 1926 г. в официална среща отборът побеждава с 1:0 тима на добричките турци Шеркетман.
Поради репресиите над социалистическите организации през 1923 г. властите притискат „Котва“ да смени фланелките си с изцяло черни, а през 1924 г. по нареждане на РКП всички работнически спортни дружества в страната, включително и „Котва“ получават нареждането да променят имената си на „Приятели на природата“, за да не привличат вниманието на властите. В следващите години съставът на дружеството постепенно оредява, защото комунистическата партия пренасочва силите на своите членове в други области.
През 1927 се пререгистрира като СРД „Червен тим“. Под това име отборът играе официална среща с полицейския отбор на румънските колонисти Калиакра (Каварна), който губи с 2:1. Поради липса на средства футболистите извървели разстоянието от Добрич до Каварна и обратно пеша. В тези години дружеството учредява и свое колоездачно крило, което участва в местните състезания.
През 1928 г. отборът се преструктурира под името „Юпитер“, с цел да привлече повече членове и финансови средства от демократично настроените добричлии и да избегне засилените репресии на румънската власт.